# Yasmin Paige
Yasmin Paige (Londres, 24 de junho de 1991) é uma atriz inglesa que é mais conhecida por seu papel de Maria em The Sarah Jane Adventures, um spin-off do programa de televisão de ficção científica da BBC Doctor Who. Além de Maria, ela interpretou também Melanie em Nunca é Tarde para Amar (ou, originalmente, I Could Never Be Your Woman), onde ela era a melhor amiga de Izzie (Saoirse Ronan), filha de Rosie (Michelle Pfeiffer), em 2005 - 2006; e Petrova Fóssil, em Dançando para a Vida (ou, originalmente, Ballet Shoes), lançado em 2007 - 2008 pela BBC; atuava com Emma Watson (Pauline Fóssil) e Lucy Boynton (Posy Fóssil). Paige começou a atuar e trabalhar como modelo aos quatro anos. Ela fez a sua estreia na tela do cinema em 2003, no filme Wondrous Oblivion.

## Filmografia

### Televisão
- Keen Eddie (1 episódio, 2003) como April Kinney
- The Last Detective (1 episódio, 2004) como Katy Berisha
- Doctors (1 episódio, 2004) como Kerry Barclay
- The Mysti Show (27 episódios, 2004-2005) como Abby
- The Golden Hour (1 episódio, 2005) como Cherry Dean
- Secret Life (2007) como Michaela
- My Life as a Popat (1 episódio, 2007) como Lucy Miesels
- Blue Peter (1 episódio, 2007) como ela mesma
- The Sarah Jane Adventures (15 episódios, 2007-2008) como Maria Jackson

### Cinema
- Jogos de Conflitos (2003) como Liliana
- Uma fada diferente (2004) como Tooth
- The Keeper: The Legend of Omar Khayyam (2005) como Darya jovem
- Revelação de um Crime (2006) como Dana jovem
- Nunca é Tarde para Amar (2007) como Melanie
- Sapatilhas de Balé (2007) como Petrova Fossil
- Submarine (2010) como Jordana Bevan